# Runhild Gammelsæter
Runhild Gammelsæter (Holmestrand, 1976) es una cantante noruega de heavy metal, notable por su colaboración como vocalista en las agrupaciones estadounidenses Thorr's Hammer y Khlyst. Además de su carrera musical, Runhild se desempeña en el campo de la biología y tiene un doctorado en fisiología celular.

## Carrera
Runhild Gammelsæter era una estudiante de intercambio extranjera de 17 años de Noruega cuando se unió a la banda Thorr's Hammer junto con Stephen O'Malley y Greg Anderson. Después de seis semanas, que fue el tiempo que tardó en lanzar Sannhet i Blodet y grabar Dommedagsnatt, la banda se separó debido a que Runhild regresó a Oslo, Noruega. Dommedagsnatt fue lanzado poco después en 1996 a través de Southern Lord Records. Los cuatro miembros de Thorr's Hammer pasaron a formar la banda Burning Witch.
En 2006 ayudó a formar la banda Khlyst junto a James Plotkin y Tim Wyskida. El álbum Chaos is My Name fue lanzado el mismo año y presentó dos retratos pintados por la propia Runhild en la portada. El 28 de junio de 2008, su álbum debut como solista, Amplicon, fue lanzado a través de Utech Records. El 13 de diciembre de 2014 lanzó un álbum de colaboración con un renombrado músico de noise noruego llamado Lasse Marhaug. El disco se tituló Quantum Entanglement.
Runhild Gammelsæter tiene un doctorado en fisiología celular de la Facultad de Medicina de la Universidad de Oslo. Actualmente se desempeña en el Consejo de Administración de la compañía noruega de biotecnología Regenics A.S.

## Discografía

### Thorr's Hammer
- Sannhet i Blodet (demo, 1995)
- Dommedagsnatt (EP, 1996)

### Khlyst
- Chaos is My Name (2006)
- Chaos Live (DVD, 2008)

### Solista
- Amplicon (2008)
- Quantum Entanglement (2014)